# Hygropoda tangana
Espèce
Synonymes
- Cispius tanganus Roewer, 1955

Hygropoda tangana est une espèce d'araignées aranéomorphes de la famille des Pisauridae.

## Distribution
Cette espèce se rencontre en Tanzanie, au Kenya, à Madagascar et en Afrique du Sud.

## Description
Le mâle holotype mesure 4,7 mm.
Le mâle décrit par Silva en 2013 mesure 6,05 mm et la femelle 7,30 mm.

## Étymologie
Son nom d'espèce lui a été donné en référence au lieu de sa découverte, Tanga.

## Publication originale
- Roewer, 1955 : Araneae Lycosaeformia I. (Agelenidae, Hahniidae, Pisauridae) mit Berücksichtigung aller Arten der äthiopischen Region. Exploration du Parc National de l'Upemba Mission G. F. De Witte, vol. 30, p. 1-420.